# Lady Lilith
Lady Lilith és una pintura a l'oli de Dante Gabriel Rossetti pintada per primera vegada el 1866-1868 usant com a model Fanny Cornforth, i després modificada el 1872-1873 per mostrar la cara d'Alexa Wilding. El tema és Lilit, qui era, segons el mite judaic antic, "la primera muller d'Adam", associada amb la seducció d'homes i l'assassinat de nens. Es mostra com una "poderosa i malvada temptadora" i com "una dona icònica, similar a una amazona, amb el cabell llarg i solt". Rossetti va pintar la cara de Cornforth, potser a proposta del seu client, el magnat naval Frederick Richards Leyland, que va exhibir la pintura al seu saló amb d'altres cinc "atordidores" de Rossetti. Després de la mort de Leyland, la pintura va ser adquirida per Samuel Bancroft i el patrimoni de Bancroft la va donar el 1935 al Museu d'Art de Delaware, on ara s'exhibeix.
La pintura forma una parella amb Sibylla Palmifera, pintada entre 1866 i 1870, també amb Wilding com a model. Lady Lilith representa la bellesa del cos, segons el sonet de Rossetti inscrit en el marc. Sibylla Palmifera representa la bellesa de l'ànima, segons el sonet de Rossetti en el marc.
Una rèplica de 1867 de l'obra, pintada també per Rossetti en aquarel·la i que mostra la cara de Cornforth, és propietat del Metropolitan Museum of Art de Nova York. Té un vers del Faust de Goethe traduït per Percy Bysshe Shelley en una etiqueta enganxada per Rossetti al marc:
| « | Beware of her fair hair, for she excells All women in the magic of her locks, And when she twines them round a young man's neck She will not ever set him free again. | Compte amb el seu cabell ros, pel qual sobresurt D'entre totes les dones en la màgia dels seus panys, I quan l'enrosca al voltant del coll d'un jove No l'alliberarà mai més. | » |

## La pintura
El 9 d'abril de 1866 Rossetti va escriure a Frederick Leyland:
| « | Com continua expressant el desig de tenir un bon quadre meu, li escric sobre un altre que ja he començat, el qual serà un dels millors. La imatge representa una dama pentinant el seu cabell. Té la mateixa mida que Palmifera -36 × 31 polzades- i estarà ple de material, un paisatge al fons. Amb color principalment blanc i plata, i una gran massa de cabell daurat. | » |

Lady Lilith va ser comissionada per Leyland a principis de 1866 i li va ser lliurada a principis de 1869 a un preu de 472 lliures. Hi ha dos estudis, datats el 1866, però altres dos esbossos existents poden ser d'una data anterior. La pintura se centra en Lilit, però està destinada a ser una "Lilith moderna" més que una figura mitològica. Contempla la seva pròpia bellesa en el mirall de mà. La pintura és una de les pintures de Rossetti d'aquestes "imatges de mirall". Altres pintors aviat van començar a crear les seves pròpies "pintures de mirall" amb figures femenines narcisistes, però Lady Lilith és considerada "l'epítom" d'aquest tipus d'obres.
L'assistent de Rossetti, Henry Treffry Dunn, va afirmar que l'ultima part en ser pintada va ser el fons florit. Ell i G. P. Boyce van recollir grans cistelles de roses blanques del jardí de John Ruskin a Denmark Hill, i van tornar amb ells a la casa de Rossetti a Chelsea. Es creu que Dunn va recrear més tard la imatge de Lady Lilith de Rossetti en guix de colors.
Les fonts no es posen d'acord en si Leyland o Rossetti van iniciar el repintat, però el canvi més important va ser la substitució de la cara d'Alexa Wilding per la de Cornforth. El quadre va ser retornat a Rossetti el febrer de 1872, i va acabar el repintat el 2 de desembre a Kelmscott Manor abans de tornar-lo a Leyland. Alexa, de nom de naixement Alice Wilding, tenia uns 27 anys en el moment de pintar-lo. Rossetti li va pagar 1 lliura esterlina a la setmana per fer de model. La cara de Wilding havia reemplaçat anteriorment la cara a un altre quadre, a Venus Verticordia. Malgrat l'historial de relacions de Rossetti amb les seves models, hi ha poca o cap evidència d'un vincle romàntic entre Wilding i Rossetti.
Les característiques de la pintura inclouen el simbolisme de la flor oberta, i l'espai irreal, abarrotat i sense profunditat, mostrat especialment per l'estrany mirall que reflecteix tant les espelmes de la "sala" com una escena exterior del jardí. Les roses blanques poden indicar un amor fred i sensual i reflectir la tradició que les roses primer es van posar vermelles en conèixer a Eva. La rosella a la cantonada inferior dreta pot indicar somni i oblit, i reflectir la naturalesa lànguida de Lilit. Les didaleres, a prop del mirall, poden indicar insinceritat.